# Iván István
Iván István (Szombathely, 1905. június 23. – Budapest, 1967. december 25.) ötvös- és éremművész.
Az Iparművészeti Iskolában tanult, mesterei volt többek között Csajka István, Simay Imre és Reményi József. 1934-től a bécsi Collegium Hungaricumban, 1939-től az Állami Pénzverőben dolgozott. Az 1945-ös ötpengős és számos forintérme tervezője, emellett érmeket, plaketteket, kisplasztikákat is készített.